# Lövsjön (Skogs socken, Ångermanland)
Lövsjön är en sjö i Kramfors kommun i Ångermanland och ingår i Nätraån-Ångermanälvens kustområde. Sjön har en area på 0,489 kvadratkilometer och ligger 33 meter över havet. Sjön avvattnas av vattendraget Noraån (Grössjöån).

## Delavrinningsområde
Lövsjön ingår i det delavrinningsområde (698328-161585) som SMHI kallar för Utloppet av Lövsjön. Medelhöjden är 58 meter över havet och ytan är 2,35 kvadratkilometer. Räknas de 15 avrinningsområdena uppströms in blir den ackumulerade arean 77,35 kvadratkilometer. Avrinningsområdets utflöde Noraån (Grössjöån) mynnar i havet. Avrinningsområdet består mestadels av skog (63 procent). Avrinningsområdet har 0,49 kvadratkilometer vattenytor vilket ger det en sjöprocent på 20,7 procent.